# Saint John’s
Saint John’s – stolica Antigui i Barbudy, państwa wyspiarskiego w północno-wschodniej części Karaibów. Miasto jest największym portem wyspy Antigua.
- Ludność: 24 226 mieszkańców (spis powszechny 2019)[3]
- Powierzchnia: 74 km²

## Gospodarka
W mieście rozwinął się przemysł spożywczy oraz bawełniany.

## Historia
Osada St John’s stanowi centrum administracyjne Antigui i Barbudy od czasów pierwszej kolonizacji w roku 1632.